# الاتحاد للجمهورية والديمقراطية
الاتحاد للجمهورية والديمقراطية (بالفرنسية: Union pour la République et la Démocratie) هو حزب سياسي في مالي، بقيادة سوميلا سيسي.

## التاريخ
تم تشكيل الحزب من قبل أولئك الذين دعموا سوميلة سيسيه خلال انتخابات 2002. جاء معظم أعضائه من التحالف للديمقراطية في مالي، الحزب الحاكم السابق. يُعتقد أنهم شعروا بالخيانة من قبل الرئيس المنتهية ولايته ألفا عمر كوناري، الذي دعم أمادو توماني توري (الفائز في الانتخابات الرئاسية لعام 2002) ضد حزبه.
احتل الحزب المركز الثاني في الانتخابات البلدية لعام 2004 وكان له 17 عضوًا في الجمعية الوطنية، بما في ذلك أعضاء بارزون مثل مامادو آوا جاساما ديابي من يليماني وبابا عمر بور من كيتا. كان للحزب 114 رئيس بلدية في مالي، بمن فيهم علي فاركا توري من نيافونكي وديمبا فان من المنطقة الخامسة في باماكو.
دعم الحزب أمادو توماني توري لإعادة انتخابه في الانتخابات الرئاسية في أبريل 2007. فاز الحزب، وهو جزء من التحالف للديمقراطية والتقدم المؤيد لتوري، بـ 34 مقعدًا من أصل 147 مقعدًا في الانتخابات البرلمانية في يوليو 2007.
في المؤتمر العادي الثالث للحزب في نوفمبر 2014، خلف سيسيه يونس توري في منصب رئيس الحزب. تم تعيين توري بدلاً من ذلك كرئيس فخري. بعد مايو 2020، فاز الحزب بـ 17 مقعدًا من أصل 147 في الجمعية الوطنية لمالي، مما يجعله ثالث أكبر حزب سياسي.

## روابط خارجية
- الأحزاب السياسية الأفريقية
- مالي في كتاب حقائق العالم لوكالة المخابرات المركزية